# Do Pizza Bots Dream of Electric Guitars
«Do Pizza Bots Dream of Electric Guitars» (titulado «¿Sueñan los pizzabots con guitarras eléctricas?» en Hispanoamérica y «¿Sueñan los robots pizzeros con guitarras eléctricas?» en España) es el decimoquinto episodio de la trigésimasegunda temporada de la serie de televisión de animación estadounidense Los Simpson, y el 699 en total. Se emitió en los Estados Unidos en Fox el 14 de marzo de 2021. El episodio fue dirigido por Jennifer Moeller, y escrito por Michael Price. En este episodio, Homer intenta reunir a una banda animatrónica de su juventud, pero el productor de cine y televisión J. J. Abrams se hace con ellos primero. El episodio recibió críticas positivas.
J. J. Abrams actúa como invitado. El episodio está dedicado a la memoria de David Richardson, guionista y productor de Los Simpson fallecido el 18 de enero de 2021.

## Trama
En un flashback a la adolescencia de Homer, éste, de 14 años, acude a su trabajo en el Palacio de la Pizza y el Entretenimiento de Razzle Dazzle y ayuda a solucionar un problema de cortocircuitos haciendo que la banda animatrónica cante hip-hop y rap. Al público le encanta, pero el FBI cierra el negocio debido a que el jefe de Homer, Gil Gunderson, utiliza la banda para traficar con cocaína.
De vuelta al presente, Marge ve que algo ha cambiado en Homer desde el flashback. Moe visita la casa y está de acuerdo con Marge. Bart y Lisa deciden buscar los animatrónicos, empezando por ponerse en contacto con Gil. Gil había localizado los animatrónicos que fueron vendidos por el FBI en una subasta: Marge se lleva a Hippie Hippo del Profesor Frink, Moe se lleva a Foxy Lady de Sideshow Mel, Lisa se lleva a Jive Turkey de Disco Stu, y tanto Bart como Lisa van a por Wakkety Yak a Antigüedades Militares de Herman.
Herman revela que acaba de vender Yak a J. J. Abrams para crear una nueva película de Misión: Imposible. Lisa y Bart llegan a uno de los edificios de Abrams e intentan robar a Yak, pero son atrapados. Homer llega y se emociona al ver a Yak. Abrams aparece y comprende la situación de Homer, sólo para que éste planee una franquicia de nueve películas con los animatronics, provocándole a Homer el mismo trauma que antes.
Homer se encuentra con el hombre de las historietas, que le aconseja que lleve sus quejas a Internet. Homer pasa meses quejándose en la red, sólo para que Abrams anuncie una proyección de la película en Springfield. Homer entra en el cine para detener a Abrams, pero Grampa llega después de ser llamado por Marge. El abuelo le dice que arruinó la infancia de Homer al descuidar sus sueños. Se reconcilian y Abrams sorprende a Homer ya que había reprogramado los animatronics y los había traído al escenario ahora para dispensar yogur helado en la fiesta posterior.
Los créditos finales muestran a Comic Book Guy habiendo formado la Troll Force Five, los héroes más malvados de la Tierra.

## Producción

### Reparto
J. J. Abrams actúa como invitado en el episodio. La aparición inicial de Abrams incluye un destello de lente animado, una referencia a su uso en la película de Abrams de 2009 Star Trek.

## Recepción

### Audiencia
En Estados Unidos, el episodio fue visto en directo por 1,43 millones de espectadores.

### Respuesta de la crítica
Tony Sokol de Den of Geek dijo: «"Do Pizza Bots Dream of Electric Guitars" es el mejor episodio de la temporada hasta ahora, y una entrega clásica para el repertorio de Los Simpson. Claramente a la altura de los mejores clásicos. Es tan satisfactorio que parece hecho a mi medida, como lo habría hecho J. J. Abrams». También le dio al episodio cinco de cinco estrellas.
Jesse Bereta de Bubbleblabber dio al episodio un 8,5 sobre 10. Destacó el comentario de Homer quejándose sobre el reinicio de las franquicias de los medios de comunicación después de que el episodio altera la propia continuidad de la serie al principio del episodio. También señaló cómo el sueño de la infancia de Homer es ahora el mismo que el de Bart a lo largo de la serie.

### Continuidad reconfigurada
El productor ejecutivo Matt Selman respondió a la indignación y las críticas de los fans con respecto al cambio de línea temporal de Homer (ser un adolescente a principios de los 90) tanto en Twitter y en artículos. Más tarde, en una entrevista con IGN, explicó su punto de vista sobre episodios puntuales como éste, así como sobre la continuidad de Los Simpson en general: «No estamos diciendo que ésta sea la continuidad oficial ahora, y que nada de lo demás haya sucedido. Sólo decimos que, en este episodio, es una forma tonta de presentar la vida del personaje. Esto no significa que los episodios queridos de la gente del pasado no sucedieron. Todos ocurrieron en su mundo imaginario y la gente puede elegir la versión que más le guste».